# Octobre 1846

## Événements
- 1er octobre, Paris : troubles dans le faubourg Saint-Antoine jusqu'au 3.

- 6 octobre :
  - Échec de la République libre polonaise. Le soulèvement, parti de Pologne du Sud et de Galicie, est victime de son impréparation. Seule Cracovie se donne un gouvernement national, mais les troupes autrichiennes annexent la ville avec l’appui de la Russie, malgré l’opposition de Londres et de Paris.
  - Portugal : la reine renvoie le septembriste Cabral (17 mai) et appelle le chartiste Saldanha. L’opposition prend les armes mais est écrasée à Porto par les Britanniques et les Espagnols.

- 10 octobre :
  - à Madrid, la reine Isabelle II épouse son cousin François d'Assise de Bourbon, duc de Cadix, tandis que sa sœur épouse le duc de Montpensier, benjamin des fils de Louis-Philippe Ier, roi des Français;
- l'astronome britannique William Lassell découvre Triton, le plus gros satellite de Neptune.

- 11 octobre : le duc de Monpensier épouse l'infante d'Espagne.

- 13 octobre : Honoré de Balzac assiste au mariage de la fille d'Ewelina Hańska à Wiesbaden. Anna Hańska épouse le comte Mniszech.

- 16 octobre : le dentiste américain William Morton fait la première extraction dentaire sous anesthésie d'éther à Boston.

- 28 octobre : second départ d'Alexis de Tocqueville pour l'Algérie, avec Mme de Tocqueville, dans le cadre d'une commission parlementaire chargée de choisir entre la politique de Bugeaud (gouvernement militaire, colonisation de paysans-soldats) et celle que préconise le général Lamoricière (administration civile, colonisation confiée à des compagnies financières).

- 29 octobre, France : début du procès des émeutiers du faubourg Saint-Antoine.

## Naissances
- 1er octobre : John Lawrence, homme politique britannique († 22 août 1913).
- 6 octobre : George Westinghouse (mort en 1914), ingénieur américain.
- 8 octobre : Tarleton Hoffman Bean (mort en 1916), ichtyologiste américain.
- 15 octobre : Pierre Victor Galtier (mort en 1908), vétérinaire français.
- 26 octobre : Lewis Boss (mort en 1912), astronome américain.
- 28 octobre : Auguste Escoffier, chef cuisinier français († 1935).

## Décès
- 6 octobre : Robert von Langer, peintre allemand (° 9 mars 1783).
- 15 octobre : Bagyidaw, roi de Birmanie (détrôné en 1837).
- 19 octobre : Jacques-Charles Bordier du Bignon, peintre français  (° 14 septembre 1774).
- 27 octobre : Louis de Ghaisne, comte de Bourmont, 73 ans, maréchal de France (° 1773).